# Lord have mercy on a country boy
Lord have mercy on a country boy is een countrylied dat werd geschreven door Bob McDill.
In 1990 werd het door Don Williams voor het eerst uitgebracht op zijn cd True love. Het jaar erop bracht hij het op een single uit, met op de B-kant het nummer Jamaica farewell.
Lord have mercy on a country boy was in 1991 de laatste single van Williams die de top 10 bereikte van de Hot Country Singles, nadat zijn muziek daar jaarlijks sinds 1974 onafgebroken in had gestaan.
Van het lied verschenen covers van onder meer Josh Turner (2006) en David Bavas (2012).

## Hitnoteringen
| Hitlijsten (1991)           | Piekpositie |
| --------------------------- | ----------- |
| Hot Country Singles (VS)    | 7           |
| RPM Country Tracks (Canada) | 17          |